# 瑞应寺 (西城区)
瑞应寺，位于北京市西城区鼓楼西大街152号，是一座汉传佛教寺院。现为北京市西城区普查登记文物。

## 简介
瑞应寺的前身是龙华寺。龙华寺据传建于元朝，是否如此已无法考证。明朝成化三年（1467年），万氏家族重建。万历三十二年（1604年）重修。清朝顺治十三年（1656年）重修。康熙五十二年（1713年）重修并更名为“瑞应寺”。《光绪顺天府志》记载：“瑞应寺，旧名龙华，明建，在德胜门簪儿胡同。旧名龙华，明建，明成化三年，锦衣卫指挥佥事(正四品)万贵自创，寺成，疏请寺额于朝，宪宗赐额曰“龙华寺”。万历五年重修。有碑二：一、僧道深撰，一、万历重修碑，金陵朱之蕃撰。康熙五十二年，奉敕改名瑞应寺，石刻圣祖御制文光果诗，又有吏部侍郎汤右曾撰碑。”
《北京内城寺庙碑刻志》记载：“瑞应寺是大僧庙，有殿宇二十八间、禅房二十间，住持了缘。”清朝乾隆年间僧录司登记时，住持为净藏。乾隆《京城全图》上，瑞应寺坐东北朝西南，面临后海北河沿，有三进院落，山门三间。
《北京市第三次文物普查资料汇编》介绍，瑞应寺现存建筑年代为清代，仅存西北角北房3间，西房1间。

## 參閱
- 中國佛教學院(周叔迦創立)